# Sciurumimus

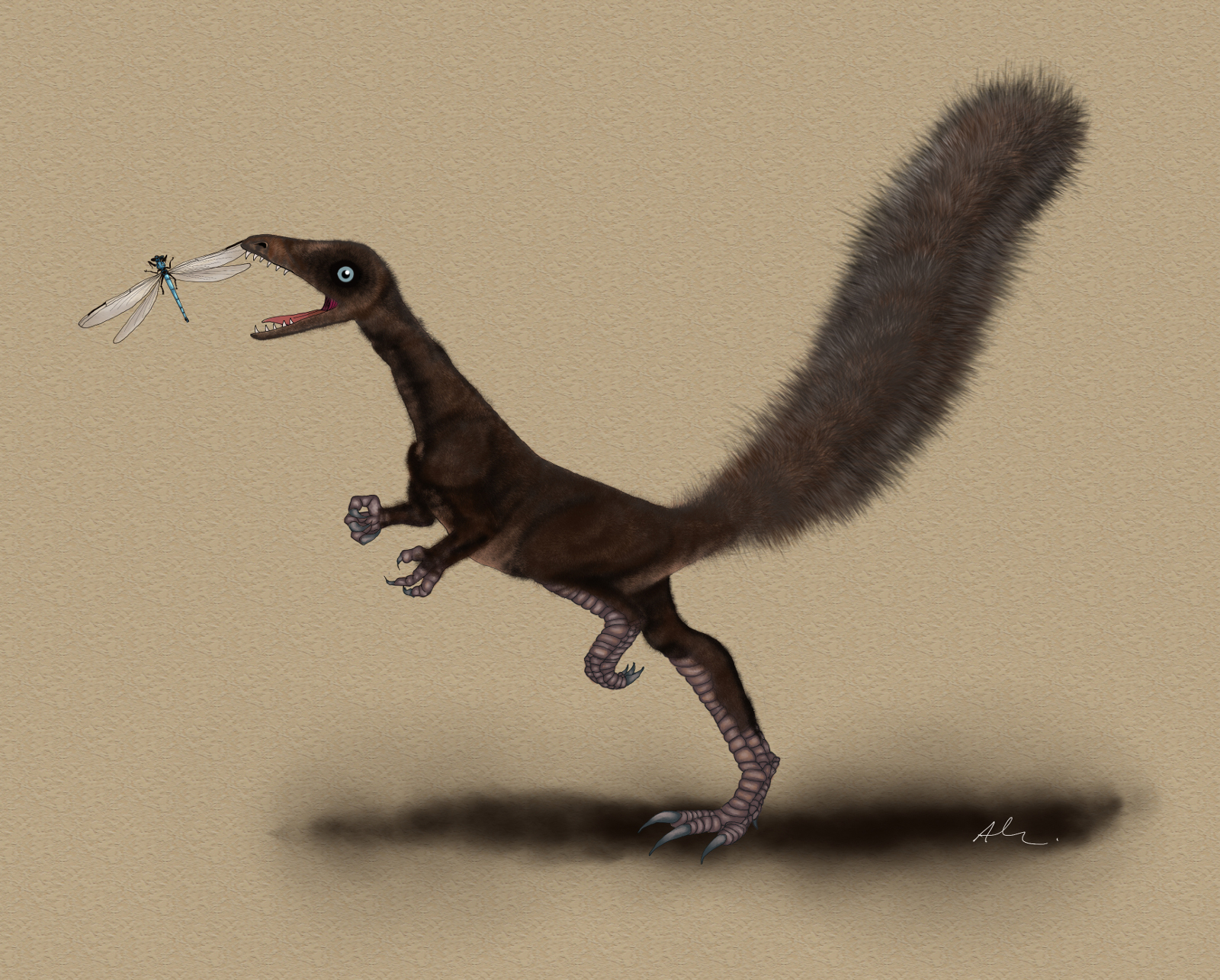
Sciurumimus albersdoerferi

Sciurumimus albersdoerferi is een vleesetende theropode dinosauriër, behorend tot de groep van de Tetanurae, die tijdens het late Jura leefde in het gebied van het huidige Duitsland.

## Vondst en naamgeving
In 2009 financierde de fossielenhandelaar Raimund Albersdörfer een paleontologische opgraving in de Rygol-steengroeve bij Kelheim in Beieren op voorwaarde dat alle vondsten zijn eigendom zouden worden. Bij de opgraving werd een fossiel gevonden van een kleine theropode die een nog onbekende soort vertegenwoordigde.
In 2012 werd de typesoort Sciurumimus albersdoerferi benoemd en beschreven door Oliver Wilhelm Mischa Rauhut, Christian Foth, Helmut Tischlinger en Mark Norell. De geslachtsnaam is afgeleid van een gelatiniseerd Oudgrieks σκίουρος, skiouros, "eekhoorn" of letterlijk "schaduwstaart", en μῖμος, mimos, "nabootser", een verwijzing naar de lange haarachtige structuren op de staart. Een correcte combinatie had overigens de vorm "Sciuromimus" moeten opleveren. De soortaanduiding eert het gezin Albersdörfer.
Het holotype, BMMS BK 11, is gevonden in een laag van de Paintenformatie die dateert uit het late Kimmeridgien, ongeveer 151 miljoen jaar oud. Het bestaat uit een zeer volledig skelet met schedel van een jong dier, platgedrukt op een enkele plaat. Uitgebreide resten van de weke delen zijn bewaard gebleven waaronder stukken huid en filamenten van een lichaamsbedekking. Het fossiel is van de linkerzijde zichtbaar nadat het van onderen geprepareerd werd omdat de kwetsbare bovenzijde beschermd moest worden door er met keramische lijm een versterkende plaat op te plakken. Beschadigde gedeelten werden gedeeltelijk gerestaureerd met een keramische pasta en losgeraakte botdelen zijn weer vastgeplakt. Tischlinger heeft van het fossiel met ultravioletlicht opnamen gemaakt waarbij veel details duidelijk werden die onder daglicht niet zichtbaar zouden zijn geweest. Het specimen maakt deel uit van de privécollectie van het gezin Albersdörfer waar het het inventarisnummer 1687 bezit. Het is echter in bruikleen gegeven aan het Bürgermeister Müller-Museum te Solnhofen. Formeel is het nu eigendom van de echtgenote van Raimund Albersdörfer, Birgit Albersdörfer, die het weer heeft laten registreren in het Verzeichnis national wertvollen Kulturgutes wat volgens het Duitse Kulturschutsgesetz inhoudt dat het niet zonder toestemming van de Staat geëxporteerd mag worden.

## Beschrijving

### Algemene bouw, grootte en onderscheidende kenmerken

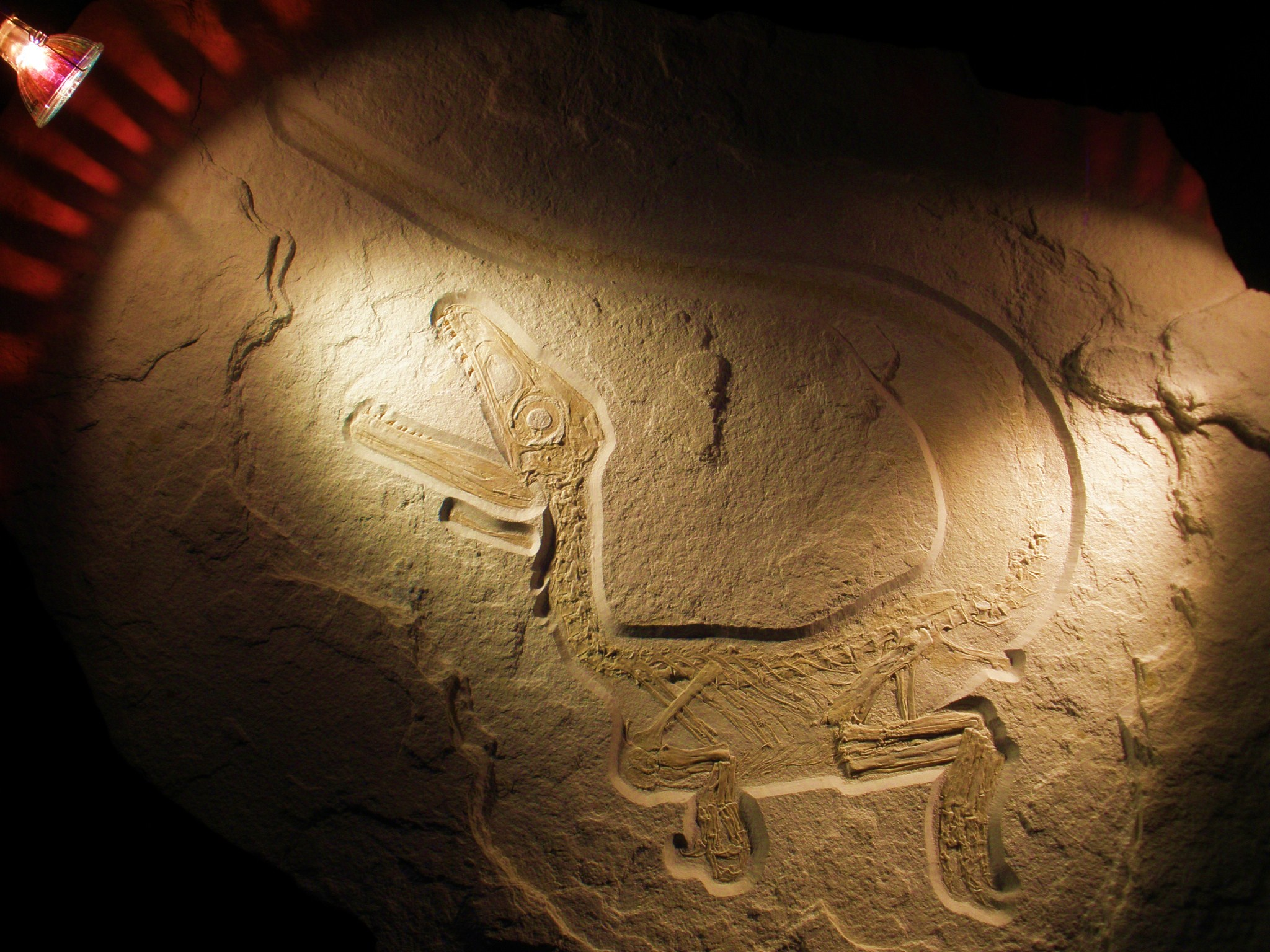
Het holotype van Sciurumimus

Sciurumimus is een tweevoetige roofsauriër. Het holotype is een erg klein dier met een bewaarde lengte van slechts 719 millimeter. Het betreft hier echter een jong; de beschrijvers namen aan dat het volwassen dier minstens vijf meter lang zou zijn geworden. Dit is echter afhankelijk van de fylogenetische plaatsing van Sciurumimus in de stamboom.

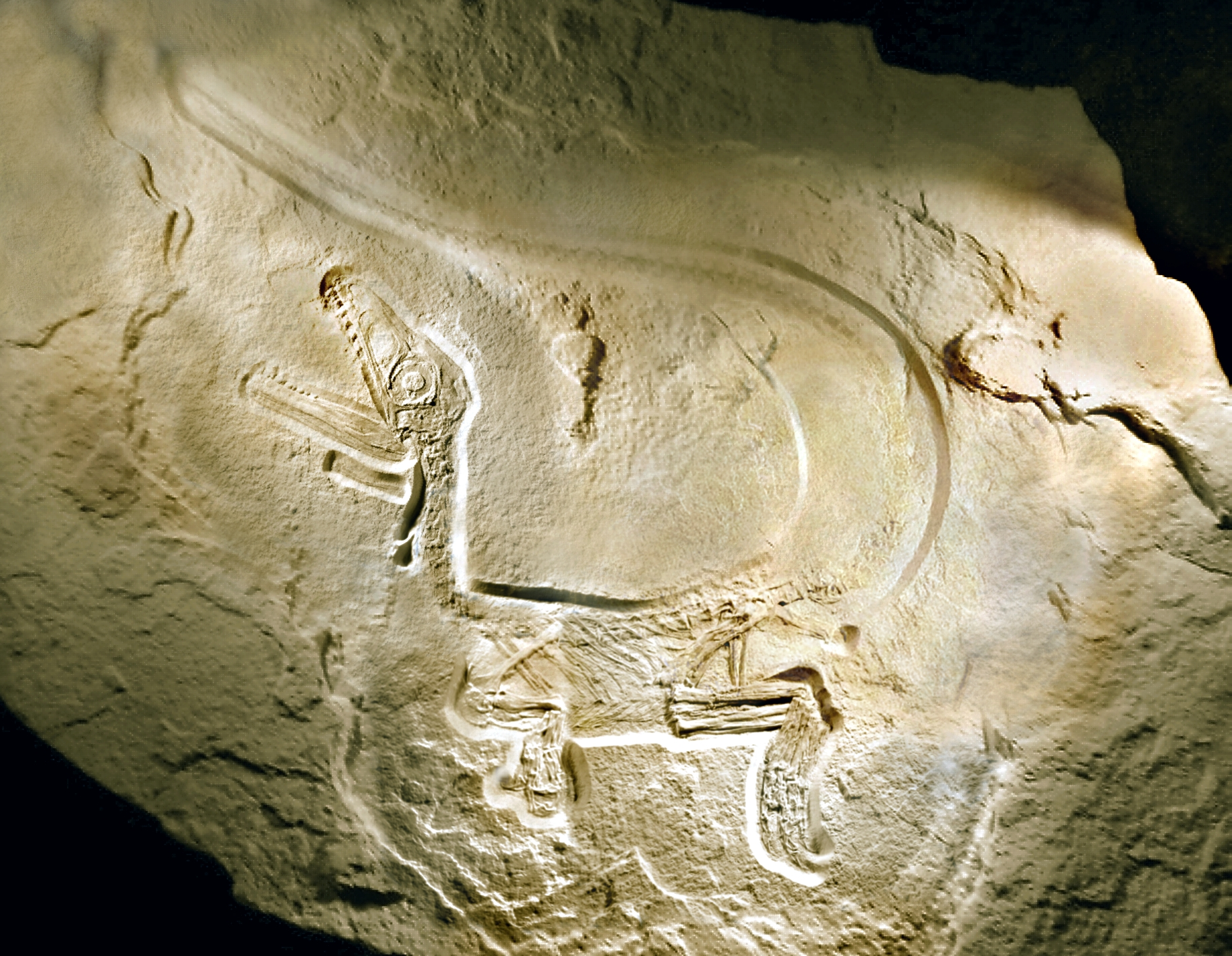
Het typespecimen onder een andere belichting

Ook wat de onderscheidende kenmerken zijn van Sciurumimus hangt van zijn positie in de evolutionaire stamboom af. Sciurumimus lijkt op het eerste gezicht sterk op Juravenator waarvan het enige bekende exemplaar, ook van een jong dier, in dezelfde Paintenformatie werd gevonden. Beide fossielen hebben bijna exact dezelfde grootte en proporties. De beschrijvers hebben daarom veel aandacht besteed aan de detailverschillen tussen beide specimina om te bewijzen dat Sciurumimus een eigen taxon vertegenwoordigt en niet simpelweg een tweede exemplaar van Juravenator. Dat is ook daarom belangrijk dat beide taxa elkaars zustersoorten kunnen zijn.
Juravenator verschilt van Sciurumimus in de volgende kenmerken. De premaxillaire tanden zijn dikker en hebben kartelingen. Bij de eerste heeft de fossa van de fenestra antorbitalis een rechte in plaats van afgeronde voorkant. Die uitholling is daarbij kleiner. De fenestra maxillaris is kleiner. De onderste tak van het postorbitale is breder en sterker gekromd. De onderste tak van het squamosum versmalt tot een punt. In de halswervels zijn de epipofysen, de uitsteeksels aan de achterste basis van het doornuitsteeksel, klein en overhangen de achterste gewrichtsuitsteeksels nauwelijks. Er lopen geen richels tussen deze epipofysen en de voorste gewrichtsuitsteeksels. De middelste halswervels hebben ook een achterste pleurocoel. De doornuitsteeksels van de voorste staartwervels zijn driehoekig en naar achteren gericht. De achterste staartwervels zijn meer langgerekt; hun voorste gewrichtsuitsteeksels zijn langer en direct naar voren gericht in plaats van iets schuin naar bezijden en hun chevrons zijn sledevormig. Het schouderblad van Juravenator is dikker en meer gebogen. De groeve boven het schoudergewricht is driehoekig met een scherpe achterrand. De verdikking aan de binnenzijde van het opperarmbeen loopt over in het bovenste gewrichtsvlak en vormt daar een rechthoekige rand. De ellepijp is bovenaan niet verbreed en mist een vergrote processus olecrani; de schacht ervan is dikker dan dat van het spaakbeen. Het darmbeen heeft geen lipvormig uitsteeksel op de voorste bovenrand en een kleiner aanhangsel voor het schaambeen. Boven het heupgewricht loopt een kleinere richel en die vervloeit met de rand aan de buitenzijde die dient als aanhechting voor de Musculus caudofemoralis brevis. Het aanhangsel voor het zitbeen heeft een lipvormig uitsteeksel bij de antitrochanter. Het achterblad van het darmbeen heeft een rechthoekig uiteinde. Het zitbeen heeft een uitsteeksel op de voorrand, de processus obturatorius, dat afstaat van het aanhangsel voor het schaambeen. Het zitbeen heeft geen verbreed uiteinde. Het eerste middenvoetsbeen is korter en driehoekig in doorsnede; het tweede middenvoetsbeen is duidelijk langer dan het tweede; het vijfde middenvoetsbeen is korter en dikker.
De bovenstaande verschillen zijn groter dan eenvoudig verklaard kan worden door individuele variatie; volgens de beschrijvers vormden ze een sterk bewijs dat Juravenator en Sciurumimus niet identiek zijn.
Omdat het fossiel dat van een juveniel dier is, hebben de beschrijvers in detail nagegaan of het geen jong van een al bekende theropode uit het late Jura van Europa kan betreffen. Ze vergeleken de kenmerken met die van alle in aanmerking komende soorten: Ceratosaurus, Torvosaurus, Allosaurus europaeus, Lourinhanosaurus, Metriacanthosaurus, Compsognathus, Aviatyrannis, Juratyrant en zelfs Archaeopteryx, maar wisten geen precieze overeenkomst te vinden.
Ongeacht zijn precieze plaatsing bezit Sciurumimus minstens één unieke afgeleide eigenschap ofwel autapomorfie: het bezit van een lipvormig uitsteeksel op de bovenste voorkant van het darmbeen.

### Skelet

#### Schedel en onderkaken

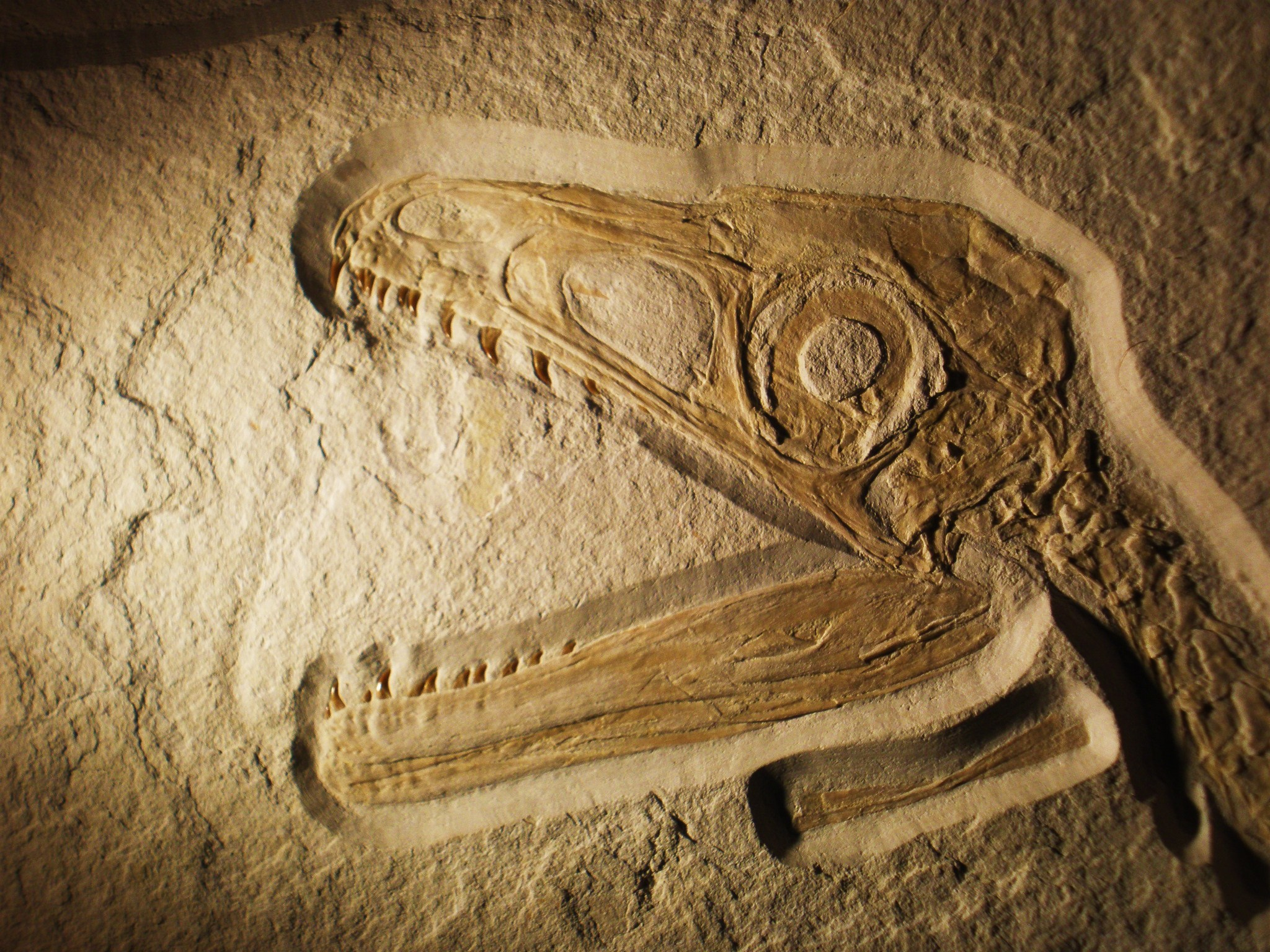
De schedel, waarvan rechterhelft en linkerhelft ten opzichte van elkaar verschoven zijn

De schedel van Sciurumimus is langwerpig, negenenzeventig millimeter lang, met een afgeronde snuitpunt. Het precieze profiel van de kop is lastig vast te stellen. Vanwege de jonge leeftijd waren de twee schedelhelften nog niet hecht vergroeid en de rechterhelft is in het fossiel vóór de linkerhelft geschoven wat op het eerste gezicht de snuit langer maakt dan hij in feite was. De bovenkant van de schedel is naar links geklapt wat de illusie geeft van een bol achterhoofd. De praemaxilla, het voorste bot van de snuitpunt, heeft een ruw buitenste oppervlak met grote foramina. De opgaande tak is dun en delicaat gekromd, eindigend voor een groot druppelvormig liggend neusgat. De neusbeenderen zijn niet gepneumatiseerd en hebben geen opstaande randen. De vier premaxillaire tanden zijn ongekarteld. Het bovenkaaksbeen loopt naar achteren ver door. Het aantal tanden in deze maxilla is lastig te bepalen doordat lege en bezette tandposities elkaar om en om afwisselen; het totaal bedroeg vermoedelijk zestien tot achttien. De maxillaire tanden krommen geleidelijk naar achteren, met slechts een kleine knik; de totale buiging is echter sterk. Ze hebben kartelingen op de achterrand maar niet op de voorrand. Boven de maxilla bevindt zich de grote schedelopening, de fenestra antorbitalis. Deze is driehoekig van vorm, maar de naar voren uitstekende "punt" is tamelijk afgerond en hoog. De opening ligt in een ruime uitholling; in de voorkant van deze fossa bevindt zich een vrij grote vijfhoekige fenestra maxillaris die de voorrand van de uitholling niet raakt. De oogkas is erg groot, zoals bij een jong te verwachten is, en rond in vorm. Het fossiel bevat een vrijwel volledige scleraalring in deze orbita. Vóór de oogkas bevindt zich op het traanbeen een klein hoorntje. Het onderste slaapvenster is rechthoekig.
Bij het fossiel lijkt de onderkaak zeer dik en van haast constante hoogte maar dat is opnieuw een illusie, nu veroorzaakt doordat de rechteronderkaak onder de linkeronderkaak geschoven is. Het dentarium draagt minstens elf tanden die wat kleiner zijn dan de bovenkaakstanden. De onderkaak heeft een lengte van 73,2 millimeter. In het buitenste zijvlak is een venster aanwezig.
Onder de onderkaken is een paar ceratobranchialia aangetroffen, onderdelen van het complex van het tongbeen. Ze zijn relatief fors en breed.

#### Postcrania

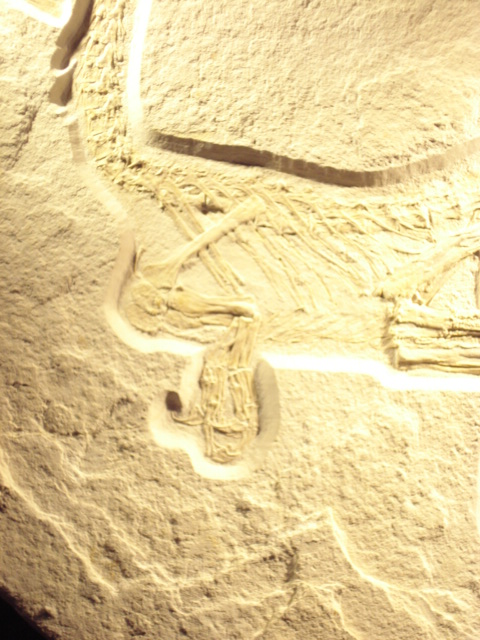
De armen van Sciurumimus zijn kort maar stevig

De precieze onderverdeling van de wervelkolom is wat onzeker vanwege de jonge leeftijd van het dier. Wordt de voorste cervicodorsale en de achterste dorsosacrale wervel tot de rug gerekend, zijn er tien halswervels, veertien ruggenwervels, vijf sacrale wervels en negenenvijftig staartwervels.
De nek heeft een lengte van negenenzestig millimeter. De halswervels zijn matig lang met lage doornuitsteeksels en grote voorste gewrichtsuitsteeksels. Bij de voorste draaier heeft het doornuitsteeksel een van voor naar achteren lange basis. De halswervels hebben voor op de zijkant van het wervellichaam een pneumatische uitholling, een pleurocoel. Tussen het voorste gewrichtsuitsteeksel, de prezygapofyse, en de epipofyse loopt een opvallende richel. De nekribben zijn zeer dun en lang met een lengte van tegen de drie wervels. De rug heeft een lengte van 102 millimeter. De ruggenwervels zijn bovenop vrij zwaar beschadigd wat het moeilijk maakt hun vorm vast te stellen; achteraan zijn ze duidelijk langer dan vooraan. Hun doornuitsteeksels moeten vrij laag geweest zijn. De sacrale wervels zijn nog niet vergroeid tot een echt heiligbeen. De staart is erg lang met een bewaarde lengte van 432 millimeter. De staartwervels hebben vijfhoekige doornuitsteeksels en de voorkanten daarvan hebben geen naar voren uitstekende "spoor". De wervels hebben matig lange chevrons en gewrichtsuitsteeksels, zonder sterke verstijving van de middenstaart; de chevrons zijn aan hun uiteinde niet verbreed. De ribben steken sterk naar achteren en zorgen voor een lage borstkas. De ribben van de cervicodorsale wervel zijn nog erg dun en lijken zo in morfologie op nekribben, zij het dat ze veel langer zijn. De buik wordt bedekt door een kooi van dunne buikribben.

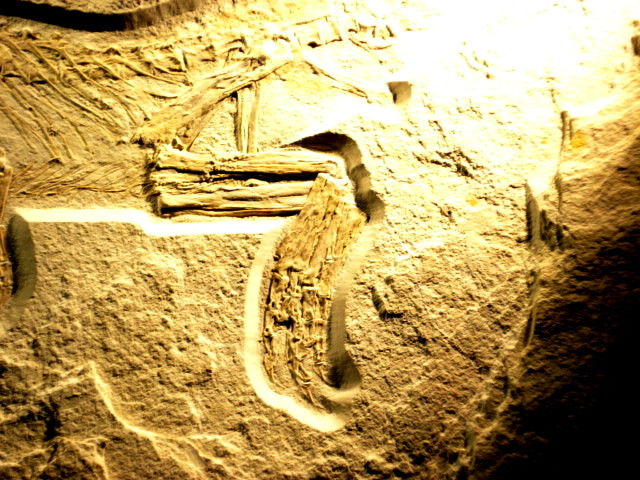
De vrij korte achterpoten van Sciurumimus

Het schouderblad, tweeënveertig millimeter lang, is recht met een recht boveneinde. Het ravenbeksbeen, nog niet met het schouderblad vergroeid, is hoog met een ronde voorrand. Op de schouderbladen rust een delicaat vorkbeen. De arm is relatief kort met ongeveer 45% van de lengte van de achterpoot. Het opperarmbeen is robuust en vrij recht met een krachtige deltopectorale kam. De onderarm is vrij kort en robuust. Het spaakbeen en de ellepijp zijn ongeveer even dik en bovenaan iets verwijd. De hand is vrij breed. Het eerste middenhandsbeen is kort en robuust. Het draagt een krachtige en iets afstaande eerste vinger die uitgerust is met een forse duimklauw die sterk gekromd is en een hoge basis bezit, uitlopend in een dunne punt, verlengd door een in het fossiel bewaard gebleven hoornschacht. De klauwen van de andere vingers zijn ook krachtig gebouwd.
In het bekken heeft het darmbeen een bolle bovenrand. Het voorblad heeft geen afhangende punt. Het achterblad is in wezen recht afgeschuind maar deze achterrand is wel licht gegolfd. Het schaambeen heeft een naar achteren uitstekende "voet". Het zitbeen is recht en kort met een plotse verbreding aan het uiteinde. Het heeft een laag uitsteeksel op de voorrand, de processus obturatorius, met een inkeping tussen de onderkant daarvan en de zitbeenschacht.
De achterpoten zijn relatief iets korter dan bij Juravenator; dit is de belangrijkste afwijking in proporties tussen beide taxa. Dit wordt voornamelijk veroorzaakt door een korter onderbeen dat 54,2 millimeter lang is tegenover de 50,6 millimeter van het dijbeen. Als geheel zijn de achterpoten robuust. In de voet is het vierde middenvoetsbeen maar iets langer dan het tweede. De voetklauwen zijn robuust maar duidelijk langgerekter dan de handklauwen.

### Weke delen
Onder ultravioletlicht wordt zichtbaar dat uitgebreide stukken van de huid bewaard gebleven zijn, vooral aan de onderzijde en de zijkant van de middenstaart vanaf de tiende wervel maar ook op de voorpoten. Het gaat hier niet om afdrukken maar om omzettingsresten. Kleinere omzettingsresten, wellicht ook van de huid, zijn op verschillende skeletelementen zichtbaar. De huid toont geen schubben.
Behalve de huid zijn ook resten van een lichaamsbedekking aanwezig, opnieuw niet als afdrukken maar als omzettingsresten, in de vorm van enkelvoudige parallel lopende haarachtige filamenten met een doorsnede van ongeveer 0,2 millimeter. Deze zijn zichtbaar aan de onderzijde en de bovenzijde van de romp en de staart. Die aan de bovenkant van de middenstaart zijn het langst met een lengte van tegen de vier centimeter; ze moeten daar een borstelachtige haarveger gevormd hebben net als bij eekhoorns. Hoe lang de filamenten op de rug waren, kan door de beperkte preparering in die sector nog niet worden vastgesteld. De haarachtige structuren vormen een sterke aanwijzing dat Sciurumimus warmbloedig was.
Een tot nu toe unieke mate van preservering is dat ook te zien is hoe de filamenten en huid met elkaar verbonden waren. Op de bovenkant van de staart zijn langwerpige structuren in de huid zichtbaar precies onder de basis van de filamenten. Volgens de beschrijvers gaat het hier om haarzakjes of follikels. Dit is des te opmerkelijker omdat tot nu toe werd aangenomen dat zulke follikels zich pas laat in de evolutie van veren ontwikkeld zouden hebben.
In 2020 bevestigde een studie dat het inderdaad om structuren homoloog aan veren ging.

## Fylogenie
Het bepalen van de positie van Sciurumimus in de stamboom is zeer problematisch omdat het een jong dier betreft waarvan de kenmerken tijdens de groei nog aanzienlijk hadden kunnen veranderen. Juist basale kenmerken, die dus typisch waren voor de verre voorouders van de soort, plegen daarbij tijdens de jeugd prominenter te zijn. Een cladistische analyse, waarbij de positie exact wordt uitgerekend, kan daardoor sterk vertekend raken en de plaatsing te laag in de stamboom aangeven. Zich bewust van dit gevaar hebben de beschrijvers de gegevens van Sciurumimus toch ingevoerd in de datamatrices van drie al bestaande analyses. Alle drie hadden als uitkomst dat de soort zeer basaal geplaatst was, nog buiten de Neotetanurae. Bij invoer in een analyse van Roger Benson, die speciaal geoptimaliseerd was voor het onderzoeken van verwantschappen binnen die groep, viel Sciurumimus uit als het meest basale lid van de Megalosauridae. De beschrijvers concludeerden hieruit dat ondanks de kans op een systematische fout het toch waarschijnlijk was dat Sciurumimus een lid was van de Megalosauroidea.
Het volgende kladogram toont de positie binnen de analyse van Benson:
|  | Afrovenator                                                  |
|  |                                                              |
|  | Dubreuillosaurus                                             |
|  |                                                              |
|  | \| \| Megalosaurus \| \| \| \| \| \| Torvosaurus \| \| \| \| |
|  |                                                              |
|  | Megalosaurus                                                 |
|  |                                                              |
|  | Torvosaurus                                                  |
|  |                                                              |

|  | Megalosaurus |
|  |              |
|  | Torvosaurus  |
|  |              |

|  | Afrovenator                                                  |
|  |                                                              |
|  | Dubreuillosaurus                                             |
|  |                                                              |
|  | \| \| Megalosaurus \| \| \| \| \| \| Torvosaurus \| \| \| \| |
|  |                                                              |
|  | Megalosaurus                                                 |
|  |                                                              |
|  | Torvosaurus                                                  |
|  |                                                              |

|  | Megalosaurus |
|  |              |
|  | Torvosaurus  |
|  |              |

|  | Afrovenator                                                  |
|  |                                                              |
|  | Dubreuillosaurus                                             |
|  |                                                              |
|  | \| \| Megalosaurus \| \| \| \| \| \| Torvosaurus \| \| \| \| |
|  |                                                              |
|  | Megalosaurus                                                 |
|  |                                                              |
|  | Torvosaurus                                                  |
|  |                                                              |

|  | Megalosaurus |
|  |              |
|  | Torvosaurus  |
|  |              |

|  | Afrovenator                                                  |
|  |                                                              |
|  | Dubreuillosaurus                                             |
|  |                                                              |
|  | \| \| Megalosaurus \| \| \| \| \| \| Torvosaurus \| \| \| \| |
|  |                                                              |
|  | Megalosaurus                                                 |
|  |                                                              |
|  | Torvosaurus                                                  |
|  |                                                              |

|  | Megalosaurus |
|  |              |
|  | Torvosaurus  |
|  |              |

Het plaatsen van Sciurumimus in de Megalosauroidea had een aantal verreikende consequenties. Om te beginnen ondermijnde het de tot dan toe gevonden positie van Juravenator. In twee van de drie analyses viel Juravenator in de Coelurosauria uit indien de gegevens van Sciurumimus niet werden meegenomen; voegde men die toe dan verhuisden beide als zustersoorten naar een veel lagere plaats in de stamboom. Volgens de beschrijvers wees dit erop dat de coelurosaurische Compsognathidae, die voornamelijk van onvolgroeide dieren bekend zijn, geen natuurlijke groep vormden maar slechts een verzameling niet-verwante soorten waren die alleen maar op één hoop waren gegooid omdat ze juveniele kenmerken deelden. Ze leken alleen maar binnen de Coelurosauria verwant aan de Maniraptora doordat die neoteen waren, dus jeugdige kenmerken tot op latere leeftijd behielden. Dit effect, wat juist een vertekening naar een hogere positie in de stamboom oplevert, zou in dit geval sterker geweest zijn dan het normale effect dat juveniele kenmerken de schijn van een lagere positie veroorzaken.
Een tweede gevolg was dat bepaalde kenmerken die tot nu toe als exclusief coelurosaurisch waren gezien, ook bij veel basalere soorten moesten worden geacht voorgekomen te zijn. Dat gold bijvoorbeeld voor de typische coelurosaurische tandvorm met een sterkere buiging. Het vermeende bereik van de Coelurosauria in ruimte en tijd dat voor een niet onbelangrijk deel gebaseerd was geweest op de vondsten van losse tanden, zou daarom aanzienlijk moeten worden ingekrompen. Nog spectaculairder zouden de consequenties zijn voor de ouderdom en oorsprong van het verenkleed. Tot nu toe was er alleen direct bewijs voor een lichaamsbedekking gevonden bij Coelurosauria. Indien Sciurumimus een megalosauroïde was, duidde dat erop dat veren of haren vermoedelijk bij de meeste Tetanurae voorkwamen. Dat maakte het dan weer waarschijnlijker dat zulke structuren homoloog waren aan de lichaamsbedekking van sommige Ornithischia en de vacht van de Pterosauria, met als eindconclusie dat de hele Ornithodira oorspronkelijk behaard en warmbloedig waren.
Een laatste consequentie betrof de relatieve gaafheid van het holotype van Sciurumimus: dat zou dan, mits Juravenator geen zustersoort was, het meest complete megalosauroïde exemplaar zijn dat ooit gevonden was.

## Levenswijze

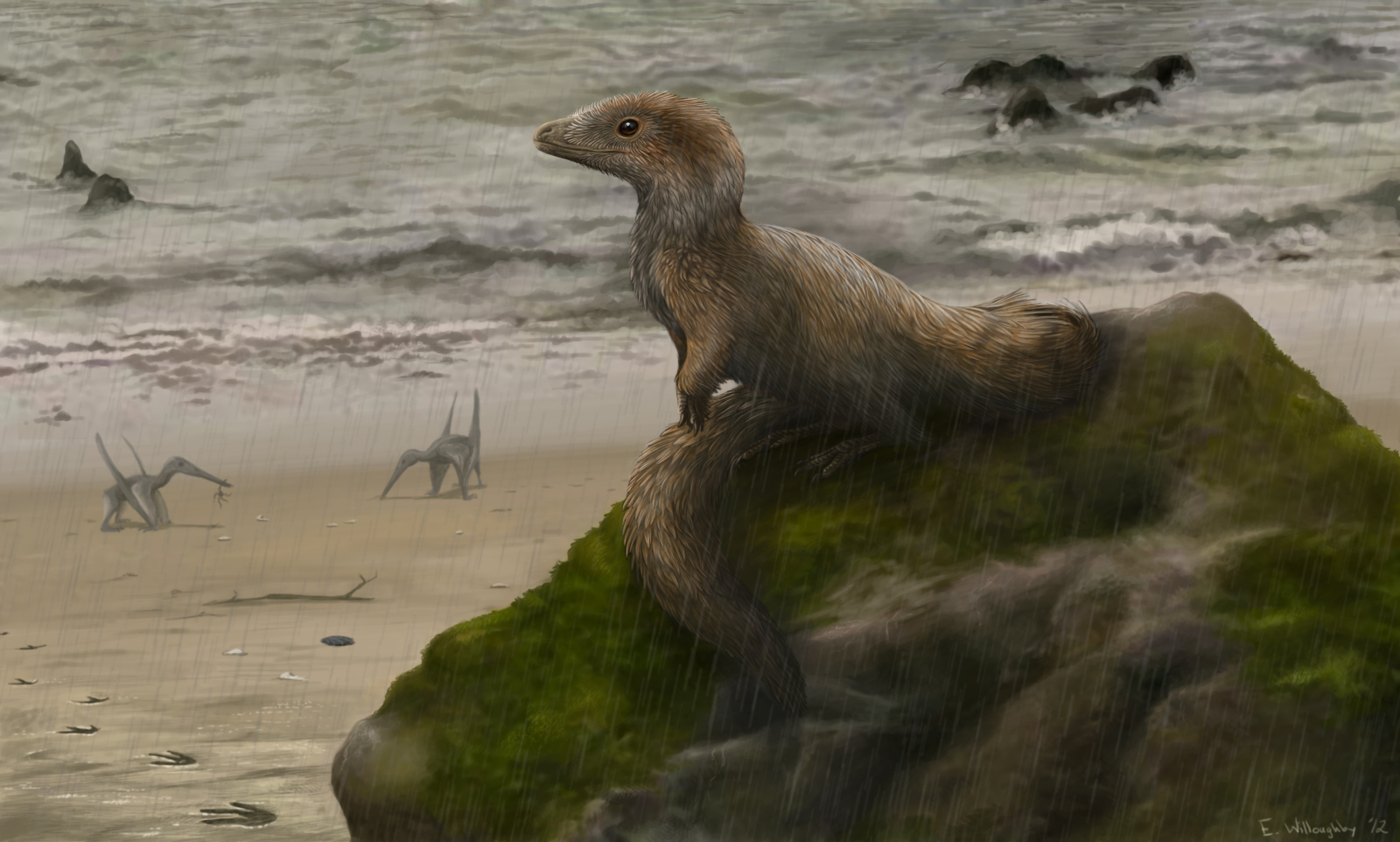
Een jonge scuriomimus op een eiland

Het is niet helemaal duidelijk hoe het leefgebied van Sciurumimus eruitzag. Bij vondsten van landdieren in het Paintenbasin wordt vaak aangenomen dat die afkomstig zijn van kleine eilandjes of atollen; in dit geval past dit echter slecht bij de geschatte volwassen grootte voor Sciurumimus van vijf meter of meer want het oppervlak van zulke kleine stukjes land kan geen populatie van grote roofdieren voeden, waarvan ieder individueel dier in zijn eentje al tientallen vierkante kilometers terrein als jachtgebied nodig zou hebben. Op grotere afstand van de vindplaats bevonden zich weliswaar eilanden van aanzienlijke omvang, zoals het Anglo-Brabants Massief en het Boheems Massief, maar het aannemen van deze landmassa's als de woonplaats van het exemplaar schept een nieuw probleem: het fossiel is erg gaaf en wijst niet op een langdurig transport door zeestromingen.
Het specimen betreft in ieder geval een erg jong dier, wellicht één dat pas dagen daarvoor uit het ei gekomen was. Dit blijkt uit de geringe mate van verbening en vergroeiing van de skeletdelen en ook uit het gekerfde botoppervlak. Een bijzonder jeugdig kenmerk, een dat ook van Scipionyx bekend is, bestaat uit de mogelijke aanwezigheid van een fontanel tussen de voorhoofdsbeenderen en wandbeenderen. De afwisseling van bezette en lege tandposities is een aanwijzing dat de normale cyclus van tandvervanging nog niet op gang gekomen was. De vermoedelijk jonge leeftijd gecombineerd met een in absolute zin nog niet zo'n heel geringe lengte bracht de beschrijvers ertoe een hoge volwassen grootte aan te nemen; ze hielden echter rekening met de mogelijkheid van een groeivertraging die tot dwergvorming zou hebben geleid, als aanpassing aan de geringe voedselopbrengst van kleine eilanden.